# Delegazione di spiaggia
Le delegazioni di spiaggia (DELEMARE) sono uffici locali minori degli organi periferici dell'amministrazione della marina mercantile italiana.

## Organizzazione
Hanno sede presso una capitaneria di porto e sono normalmente retti da sottufficiali della Marina Militare appartenenti alla categoria dei nocchieri di porto oppure da impiegati civili dell'amministrazione della marina mercantile. Possono essere retti, in via temporanea e provvisoria da sottufficiali della Guardia di finanza o da civili aventi determinati requisiti, ai quali l'incarico viene attribuito con decreto del Ministero delle infrastrutture e dei trasporti.

## Compiti
Hanno funzioni ridotte rispetto al circondario marittimo, non hanno giurisdizione territoriale ed esercitano le funzioni amministrative attinenti alla navigazione e al traffico marittimo nei singoli porti o approdi, provvedendo all'esecuzione dei servizi concernenti la Marina Militare e la Marina mercantile, secondo le istruzioni dell'ufficio circondariale marittimo dal quale dipendono ed esercitano la vigilanza sul demanio marittimo.
Le delegazioni di spiaggia devono essere autorizzate dal Ministero delle infrastrutture e dei trasporti per tenere le matricole della Gente di mare di 3ª Categoria e dalla Direzione marittima da cui dipende, per tenere il registro dei galleggianti.